# Mariola Dinarès i Quera
Mariola Dinarès i Quera  (Matadepera, 25 de gener del 1971) és una periodista i emprenedora catalana. Des de 2016 és la presentadora del programa Popap, de Catalunya Ràdio.
Es va llicenciar en Ciències de la Comunicació per la UAB, amb un postgrau en gestió de xarxes socials a l'Institut INESDI. Va començar a treballar al Grup Flaix, fent els butlletins informatius de Flaix FM, el 1992. El 1997 se'n va a Andorra a crear i dirigir Andorra 1 i Flaix FM. Va dirigir i presentar el programa despertador “Andorra Desperta”. El 2000 va tornar a Barcelona, on va treballar com a coordinadora de totes les emissores del Grup Flaix. El 2003 va anar a treballar a Ràdio 4, on va codirigir i presentar Què està passant, un magazine tecnològic.
Va començar a treballar a Catalunya Ràdio el 2006, fent una col·laboració al matí de Catalunya Ràdio d'estiu amb Pere Mas, amb la secció diària “Què es diu a la xarxa?” (8.30 h), i amb l'espai setmanal “Internet és el futur”. L'estiu següent ho faria amb les seccions “Tecnotest” i, el 2008, amb “Envia'm un fax”. La temporada 2009–2010 va entrar a formar part de l'equip del “Tot és molt confús”, com a redactora que elaborava el “Perfil Digital” del convidat i els “Impactes Digitals” que generava la xarxa. També ha col·laborat amb les unitats mòbils d'exteriors, els festius, i amb Francesc Soler fent l'espai “Top Secret”, on diversos personatges famosos mostraven la seva intimitat tecnològica. També ha col·laborat amb diversos rols a programes com Els optimistes i El suplement.
El 2016 va començar a presentar el programa Popap de la mateixa emissora. que a la primera temporada va rebre una menció a la innovació a la dissetena edició dels premis que atorga Ràdio Associació de Catalunya. Segons el jurat “el programa mereix un reconeixement per informar i debatre de les tendències a la xarxa tot presentant un mapa de possibilitats, oportunitats i col·laboracions que ajuden a gaudir dels reptes d’un món digital en continua transformació”. El 2018, el programa va rebre el Premi GrausTIC a la Comunicació i a la Divulgació 2018, en el marc de la 17a Diada TIC, una jornada organitzada al CosmoCaixa per l'Associació d'Enginyeria Tècnica de Telecomunicació de Catalunya, GrausTIC i el 2019 va obtenir el Premi Bones Pràctiques en Comunicació no sexista de l'Associació de Dones Periodistes de Catalunya, per la divulgació de referents femenins del món digital, científic i tecnològic.
Des de 2003, codirigeix el portal de relacions personals en català quedemonline.cat, al costat de Joan Arenyes.

## Premis i reconeixements
- 2017 - Premi DonaTic.[8]